# بهمه‌ای
بهمه‌ای، روستایی در دهستان بانش بخش بانش شهرستان بیضا در استان فارس ایران است.

## جمعیت
بر پایه سرشماری عمومی نفوس و مسکن در سال ۱۳۹۵، جمعیت این روستا برابر با ۲۱۷ نفر (۶۹ خانوار) بوده است.